# Otto von Gierke

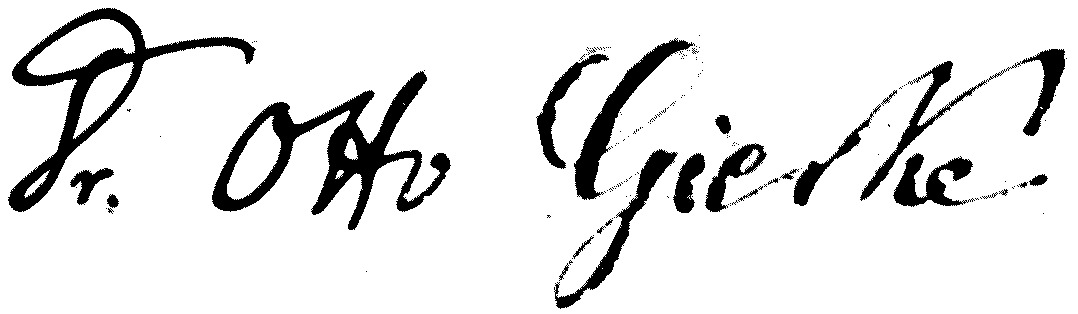
Aláírása

Otto von  Gierke (magyarosan Gierke Ottó, teljes nevén Otto Friedrich Gierke; (Stettin, 1841. január 11. – Berlin, Németország,  1921. október 10. ) német jogtudós, a magánjog kiváló művelője, egyetemi tanár.

## Családja
- Apja: Julius Gierke
- Gyermekei: Edgar von Gierke, Julius Gierke, Anna von Gierke, Hildegard Gierke

## Életpályája
A berlini Humboldt Egyetemen tanult.  1867-ben a berlini egyetemen magántár, 1871-ben rendkívüli, 1872-ben a breslaui, 1884-ben a heidelbergi, 1887-ben a berlini egyetemen lett rendes tanár. A breslaui egyetem, a Heidelbergi Egyetem illetve a berlini egyetem tanára volt.  1878-tól ő adta ki az Untersuchungen zur deutschen Staats- und Rechtsgeschichte című gyűjteményt.

## Személyiségi jogi elmélete
Otto von Gierke személyiségi jogi elmélete a szellemi alkotásokkal kapcsolatos tulajdoni elmélet bírálatából  indult ki. Gierke a személyiségi oldal elsődlegességét vallotta, a vagyoni oldalt nem csupán másodlagosnak, hanem  esetlegesnek is tekintette. Ennek az elméletnek a hatását tükrözte a a BGB (Bürgerliches Gesetzbuch, a német polgári törvénykönyv), amely a dolog fogalmát szűk értelelmben ismerte.
Gierke elméletének pozitív vonása, hogy megalapozta  a szellemi alkotások monista elvi alapra építő felfogását. Ugyanakkor a negatívuma Szalai Péter szerint, hogy "túlzott individualizmusával elszakította az alkotásoktól az azokhoz kapcsolódó gazdasági érdeket, és nem volt figyelemmel e jogok társadalmi és felhasználási rendeltetésére.". Szalai szerint "[A] német felfogás – amelynek fő képviselői Gierke és Josef Kohler – a vagyoni elemek túlhangsúlyozásával szemben a szellemi alkotásokhoz fűződő személyiségi mozzanatokat helyezte előtérbe, aminek eredménye az ún. dualista felfogás, amely a szellemi alkotásokhoz kapcsolódó személyhez fűződő jogokat is oltalomban kívánta részesíteni (elsősorban a szerzői jog területén az iparjogvédelemben ugyanis jóval dominánsabb a gazdasági-vagyoni jelleg)".
Gierke 1895-ben publikált  magánjogi művében a nevesített személyiségi jogok körében az árujelzőkön fennálló jogokat a névjoggal közös cím alatt tárgyalta, míg a szerzői és feltalálói jogokat külön-külön címek alatt. Gierke a szerzői jogot  a szerző alkotótevékenységéből folyó olyan  jognak tekintette, amelynek tárgya a szellemi mű, amely a szerző személyiségi szférájának részét képezi. Felfogása szerint a szerzői jog lényegéből következik, hogy elidegeníthetetlen.
Ő jelentette ki először, hogy másra átruházni a szerzői jognak csak a gyakorlását lehet. Álláspontja szerint ez az eredendően személyiségi jog vagyoni jogosítvánnyá is kiteljesedhet  – ám ennek a bekövetkezése egyáltalán nem szükségszerű. A szerzői jog ugyanis olyan műveken is fennáll(hat), amelyeknek nincs piaci értéke illetve amelyeket szerzőjük sohasem hasznosít. , hiszen olyan művön is fennáll szerzői jog, amelynek nincs piaci értéke, vagy amelyet  a szerzője sohasem hasznosít. Felfogása szerint a szerző  által a műve felhasználását illetően másra ruházott új jog leányjogként viszonyul a szerző anyajogához.

## Díjai, elismerései
Titkos igazságügyi tanácsos címet kapott. 

## Főbb művei
- Deutsches Genossenschafts-Recht (1868, 2 kiadás 1881)
- Der Humor im deutschen Recht (1886)
- Deutsches Privatrecht (Lipcse, 1895)
- Althusius u. die Entwicklung der naturrechtlichen Staatstheorien
- Die Genossenschaftstheorie und die deutsche Rechtssprechung (Lipcse, 1887)
- Entwurf des bürgerlichen Gesetzbuches und das deutsche Recht
- Vereine ohne Rechtsfähigkeit nach dem neuesten Rechte (2. kiadás, Berlin, 1902)